# Andreas Coerper

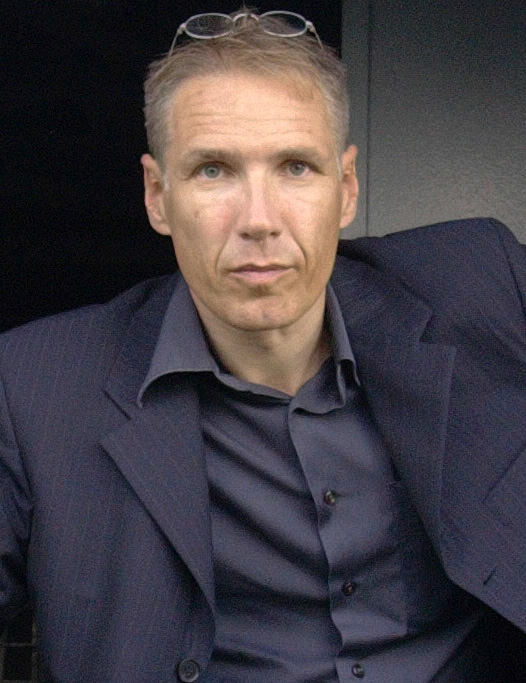
Andreas Coerper

Andreas Coerper (* 1955 in Düsseldorf) ist ein deutscher Künstler, Autor, Regisseur und Dokumentarfilmer.

## Leben
Nach einem Studium an der Hamburger Hochschule für bildende Künste strebte Coerper zunächst eine Karriere als bildender Künstler an und erlangte durch seine minimalistischen Rauminstallationen und skulpturalen Objekte lokale Bekanntheit. 1981 gründete er gemeinsam mit Rotraut Pape, Oliver Hirschbiegel, Eschi Fiege und Kai Schirmer die M.Raskin Stichting Ens. Die Gruppe existierte bis 1987 und trat unter anderem im Centre Georges-Pompidou in Paris und bei der Documenta 8 in Kassel auf.
Als Künstler hat Coerper gleichermaßen mit dem Medium Film experimentiert, das er, nach seiner Abwendung von der bildenden Kunst, zu seinem Hauptberuf machte.
Von Anfang an standen satirische Arbeiten für das deutsche Fernsehen im Mittelpunkt seines Schaffens. In seinen Filmen, mit später zu nationalem Ruhm gelangenden Fernsehstars wie Wigald Boning, Helge Schneider und Martin Sonneborn, insbesondere in den Produktionen für die NDR-Satiresendung Extra 3 und die mehrfach preisgekrönte ZDF heute-show, prägte er Formen und Genres des satirischen Kurzfilms, die in den Folgejahren ihren Stempel in der deutschen Humorkultur hinterlassen sollten. Mehrfach fungierte er in den Filmen auch als Sprecher, dessen Stil zahlreiche Nachahmer hervorbrachte.
Ein Großteil von Andreas Coerpers Arbeit besteht in mittellangen Fernsehdokumentationen, in denen das Alltagsleben des deutschen Normalkleinbürgertums in leise satirischer Form porträtiert wird. Der Film Heimatkunde, der den ehemaligen Chefredakteur des Satiremagazins Titanic, Martin Sonneborn, zeigt, wie er die Hauptstadt Berlin umwandert, ist Coerpers erster abendfüllender Kinofilm. Weitere bekannte Filme sind Die PARTEI, Hilfe wir werden saniert! Menschen am Rande des Nervenzusammenbruchs, Neues vom König aus Burladingen und Hula-Girls im Cocktailrausch – Der amerikanische Südseetraum. Für die dreiteilige Reportage Sonneborn rettet die Welt erhielt Coerper 2014 den Grimme-Preis.
Alle Filme von Andreas Coerper entstanden in Zusammenarbeit mit seiner Lebenspartnerin Susanne Müller, mit der er 1992 die gemeinsame Produktionsfirma SMACfilm gegründet hat.

## Filmografie

### Reportagen, Serien und Dokumentationen (Auswahl)
- Der röhrende Hirsch ist tot – Kaufhausgalerien (25 min. SWR, 1993)
- Langeweile oder der Ausfall des Dauerrauschs (45 min. NDR/WDR, 1993)
- Lederhosensamba – Die Odenwälder in Brasilien (30 min. NDR, 1996)
- Sonne, Sand und Vaterunser – Der Pfarrer von Großkanarien (45 min. NDR, 1997)
- Hilfe wir werden saniert! – Menschen am Rande des Nervenzusammenbruchs (30 min. ARD, 1998)
- Verrückt nach Eisenbahn (45 min. NDR, 1998)
- Frühlingsgefühle – Von Hormonen, Diäten und Stadtreinigern (30 min. MDR, 1999)
- Maloche unter Palmen – Reiseleiter im Stress (30 min. MDR, 1999)
- 1001 Gemüse – Düzgüns Balkanmarkt (30 min. NDR, 2000)
- Die Weiber WG – Altenheim? Nein Danke! (30 min. SWR, 2000)
- Immer Terror mit dem Terrier (30 min. Spiegel TV, 2001)
- Witze vor Gericht – Die Grenzen der Satirefreiheit (45 min. NDR, 2001)
- Hilfe, wir bauen ein Haus (Serie 3x30 min. MDR, 2002)
- Luxus, Liebe, Liegestuhl – Mit dem MDR Traumschiff unterwegs (Serie 3x30 min. MDR, 2002)
- Abbruch im Akkord – Ein Abbruchunternehmer unter Zeitdruck (30 min. ARD, 2004)
- Unser Traumgarten (45/60 min. NDR, 2004)
- Schlaflos nach Paris – Unterwegs mit dem Nachtzug (30 min. Spiegel TV, 2004)
- Firmenboss statt arbeitslos – Ich AGs in Deutschland (45 min. SWR, 2005)
- Der AEG Aufstand (45 min. SWR, 2006)
- Die Elbkreuzfahrer – Mit dem Schiff von Hamburg nach Dresden (30 min. NDR, 2006)
- Hexen, Schnee und Jagertee – Brockenwinter (30 min. NDR, 2007)
- Wohnträume – Auf der Suche nach dem Haus von morgen (45 min. SWR, 2007)
- Neues vom König aus Burladingen (Serie 4x30 min. SWR, 2010)
- Bauch weg! Expedition in eine Problemzone (45 min. SWR, 2011)
- Sonneborn rettet die Welt (Serie 3x30 min. ZDFneo, 2013)
- Hula-Girls im Cocktailrausch – Der amerikanische Südseetraum (52 min. ARTE, 2016)
- Sexy-Mini-Super-Porno! Die PARTEI im Sexwahlkampf (32 min. Tele5, 2017)
- Birkenstock – Die Freiheit trägt Sandale (52 min. ARTE, 2019)
- Abenteuer Baugemeinschaft (2x45 min. SWR, 2020)
- Radical Disco – Die frühen Jahre der Clubs (45 min. ZDF/3sat, 2020)

### Kinodokumentarfilme
- Heimatkunde (2008, 94 min. RBB/MBB/SMAC)
- Die PARTEI (2009, 90 min. Titanic/SMAC)

### Satirische Kurzfilme (Auswahl)
- Wildeshausen (mit Wigald Boning – Extra 3/NDR, 1991)
- Große Leistungen deutscher Baukunst – Lärmschutzwälle an den Bundesautobahnen (mit Wigald Boning – 2 Folgen/Extra 3/NDR, 1992)
- Der Stammtisch des Monats (mit Wigald Boning – 4 Folgen/Extra 3/NDR, 1993)
- Monumente gesamtdeutscher Esskultur – Der Imbiss (mit Wigald Boning – 2 Folgen/Extra 3/NDR, 1993)
- Neues aus der neuen Welt (mit Wigald Boning – 10 Folgen/Extra 3/NDR, 1993)
- Gute Bilder, schlechte Bilder (mit Wigald Boning – 7 Folgen/RTL Samstag Nacht, 1996)
- Kapellen am Wegesrand – Bushaltestellen im Osten (Extra 3/NDR, 1993)
- Der Wohnzimmervernebler (Extra 3/NDR, 1996)
- Castor-Transport (mit Sonneborn/Behrend/Schiffner – 2 Folgen/Extra 3/NDR, 1995)
- Chaostage in Hannover (mit Martin Sonneborn – Extra 3/NDR, 1995)
- Das Cityparkhaus von Neubrandenburg (mit Martin Sonneborn – Extra 3/NDR, 1996)
- Ostdeutschland sagt „Danke“ (mit Sonneborn/Behrend/Schiffner – Privatfernsehen ARD, 1997)
- Ha, Ha, Haschisch... – Gesundheit! (mit Sonneborn/Behrend/Schiffner – Privatfernsehen ARD, 1997)
- Rechtschreibreform (mit Sonneborn/Behrend/Schiffner – Privatfernsehen ARD, 1997)
- Obacht, Revier- und Streifendienst (mit Sonneborn/Behrend/Schiffner – Privatfernsehen ARD, 1997)
- Körner&Co – Die Tierdetektive (4 Folgen/Extra 3/NDR, 1999)
- Glühbirnenkontrolle (mit Martin Sonneborn – heute-show/ZDF, 2009)
- Buchmesse „China“ (mit Martin Sonneborn – heute-show/ZDF, 2009)
- Google Home View (mit Martin Sonneborn/Georg Behrend – heute-show/ZDF, 2010)
- Auf ein paar Austern mit der Pharmaindustrie (mit Martin Sonneborn – heute-show/ZDF, 2010)
- Buchlesung Sarrazin (mit Martin Sonneborn – heute-show/ZDF, 2010)
- NPD Wahlkampf mit Püschel (mit Martin Sonneborn – heute-show/ZDF, 2011)
- Mikrozensus (mit Martin Sonneborn/Georg Behrend – heute-show/ZDF, 2011)
- Klabauterbach vs. Sonneborn: 1 zu 0 (mit Martin Sonneborn – heute-show/ZDF, 2011)
- FDP-Wahlhelfer (mit Martin Sonneborn/Georg Behrend – heute-show/ZDF, 2012)
- Schnitzeltest (mit Martin Sonneborn – heute-show/ZDF, 2012)
- Die Union und die Homo-Ehe (mit Martin Sonneborn/Georg Behrend – heute-show/ZDF, 2012)
- Piusbrüder (mit Martin Sonneborn/Georg Behrend – heute-show/ZDF, 2013)
- Glatzenpark (mit Martin Sonneborn/Georg Behrend – heute-show/ZDF, 2013)
- Das Deutsche Bank Interview (mit Martin Sonneborn – heute-show/ZDF, 2013)
- Sonneborn rettet die EU: Sonneborn vs. Oettinger (Spiegel TV/RTL, 2014)
- Sonneborn rettet die EU: Sonneborn vs. Navracsics (Spiegel TV/RTL, 2014)
- Sonneborn rettet die EU: Der 304 Euro Arbeitstag (Spiegel TV/RTL, 2014)
- Sonneborn rettet die EU: Golf mit Präsident Chulz – Der Umzug (Spiegel TV/RTL, 2015)

### Veröffentlichungen

#### Bücher
- Martin Sonneborn, Andreas Coerper Heimatkunde – Eine Expedition in die Zone, Ullstein Verlag, ISBN 978-3-550-08791-2

#### DVDs
- Heimatkunde
- Die PARTEI
- Sonneborn rettet die Welt
- Neues vom König aus Burladingen

## Auszeichnungen
- 2000 Silberner Kompass/ITB für „Maloche unter Palmen – Reiseleiter im Stress“ (MDR)
- 2010 SuMa Award für „Google Home View“ (heute-show/ZDF)[2]
- 2014 Grimmepreis für „Sonneborn rettet die Welt“  (ZDFneo)[3]